# Ropica loochooana
Ropica loochooana là một loài bọ cánh cứng trong họ Cerambycidae.